# Estrecho de Tamaki
El estrecho de Tamaki (en inglés: Tamaki Strait) es uno de varios pasos entre las islas del interior del golfo de Hauraki, cerca de la desembocadura del puerto de Waitemata, en los alrededores de la ciudad de Auckland en Nueva Zelanda.
El estrecho separa la parte continental de isla del Norte de la isla de Waiheke a lo largo de la costa sur del Golfo, al este de la ciudad de Auckland.